# Палац Ґаллів (Тернопіль)
Палац Ґаллів — втрачена історична будівля, яка розташовувалася у селі Загребеллі (нині частина Тернополя) на Тернопільщині.

## Історія та відомості
Збудований в другій половині XIX століття родиною Ґаллів на Кутківецькій горі.
Зруйнований під час Першої світової війни.